# 古薩基夫
49°42′51″N 22°59′43″E / 49.71417°N 22.99528°E
古薩基夫（烏克蘭語：Гусаків），是烏克蘭西部的村莊，隸屬利維夫州的亞沃里夫區。該村處於巴赫塔河畔，始建於1542年，面積1.12平方公里，海拔高度224米，2001年人口526。